# Giao, Giai Mộc Tư
Giao (chữ Hán giản thể: 郊区, âm Hán Việt: Giao khu) là một quận thuộc địa cấp thị Giai Mộc Tư, tỉnh Hắc Long Giang, Cộng hòa Nhân dân Trung Hoa. Quận Giao có diện tích 756 km², dân số 300.000 người. Mã số bưu chính của quận Giao là 154004. Chính quyền nhân dân quận đóng tại đường Hữu Nghị. Quận này được chia thành 5 trấn và 10 hương.
- Trấn: Liên Giang Khẩu, Trường Phát, Vọng Giang, Ngao Kỳ, Đại Lai.
- Hương: Kiến Quốc, Tùng Mộc Hà, Bình An, Cao Phong, Quần Thắng, Tây Cách Mộc, Duyên Giang, Tứ Phong, Tùng Giang, Trường Thanh.